# Сергей Павлов
Сергей Иванович Павлов (роден на 30 юни 1935 г. в гр. Бердянск, Украйна) е руски и съветски писател фантаст.
Лауреат е на наградата за научнофантастична литература „Аелита“ през 1985 г.

## Кратка библиография
- Цикъл „Лунна дъга“:
  - „Лунна дъга I“ (1978 г.),
  - „Лунна дъга II (1983 г.)“,
  - „Вълшебната къдрица на Ампар“ (кн. 1 – 1991 г., в съавторство с Н. Шаров, кн. 2 – 1997 г.)